# Microcosmus oligophyllus
Microcosmus oligophyllus är en sjöpungsart som beskrevs av Heller 1878. Microcosmus oligophyllus ingår i släktet Microcosmus och familjen lädermantlade sjöpungar. Inga underarter finns listade i Catalogue of Life.